# Trevor Ncala
Trevor Ncala (ur. 11 grudnia 1964) – suazyjski pływak, uczestnik Letnich Igrzysk Olimpijskich 1984 i 1988.
Podczas Igrzysk w Los Angeles, Ncala startował w trzech konkurencjach: na 100 i 200 metrów stylem dowolnym oraz na 100 metrów stylem motylkowym (w każdej z nich odpadł w eliminacjach). W Seulu startował na 50 i 100 metrów stylem dowolnym oraz na 100 metrów stylem motylkowym (także odpadał w eliminacjach).